# Kościół w Skalniku
Kościół w Skalniku este o arie protejată (sit de importanță comunitară — SCI) din Polonia întinsă pe o suprafață de 350,62 ha, integral pe uscat.

## Localizare
Centrul sitului Kościół w Skalniku este situat la coordonatele 49°34′17″N 21°29′05″E / 49.5715°N 21.4848°E.

## Înființare
Situl Kościół w Skalniku a fost declarat sit de importanță comunitară în octombrie 2009 pentru a proteja 1 specie de animale.

## Biodiversitate
Situată în ecoregiunile alpină și continentală, aria protejată nu include niciun habitat protejat.
La baza desemnării sitului se află o specie protejată de  mamifere: liliac comun (Myotis myotis).